# Val Sessi
La Valle del Sessi è una vallata alpina (Alpi Graie) della lunghezza complessiva di circa 10 km, laterale alla Val di Susa, percorsa nella sua interezza dal torrente Sessi.

## Geografia
La Dora Riparia, sulla propria sinistra orografica dopo la Val Cenischia, riceve i contributi dei torrenti provenienti da tre vallate laterali parallele: nell'ordine (scendendo verso Torino) il Vallone del Gravio, il Sessi e il Messa.
Il secondo di questi incide profondamente la più lunga fra le tre valli, andandosi poi a gettare nella Dora nei pressi di Caprie.
Risalendo la valle, è proprio a questo comune che appartengono le prime frazioni che si trovano sulla sinistra orografica del torrente (Peroldrado, Campambiardo, Camparnaldo, Celle), ai piedi del Rocca Sella (1508 m), mentre sul versante opposto - oggi facente interamente capo al comune di Condove e un tempo a quelli ormai soppressi di Mocchie e Frassinere - ecco Sigliodo, Coindo, Lajetto, Pratobotrile, Camporossetto e Moni.
Finiti gli abitati, la valle è costellata di case isolate ormai disabitate e infine di alpeggi, specie sul versante sinistro, lungo i sentieri che portano al Colle del Colombardo, mentre dall'altra parte si ergono sempre più alte le cime del massiccio che la domina: Punta di Costafiorita e Punta Sourela (1777 m), Monte Rognoso (1952 m), Punta della Croce (2236 m), fino alla vetta più alta: il Monte Civrari (2302 m), massima altitudine di tutte le valli circostanti, da cui nasce lo stesso Sessi (oltre al Messa che andrà poi a bagnare Rubiana e il relativo vallone.

### Monti
Le cime principali che contornano la valle incontrano le loro massime altitudini sulla sinistra orografica del Sessi. Le vette più alte fanno tutte parte del medesimo massiccio, quello del Civrari.
- Punta Imperatoria - 2.302 m
- Punta della Croce - 2.236 m
- Punta Sbaron - 2.223 m
- Tomba di Matolda - 2.084 m
- Punta di Costafiorita - 1.768 m
- Monte Sapei - 1.624 m
- Truc Castelletto - 1.576 m
- Rocca Sella - 1.508 m

### Valichi
La Val Sessi presenta gli unici due passi che collegano la Val di Susa con la Val di Viù:
- Colle del Colombardo - 1888 m (porta al territorio del comune di Lemie)
- Colle Astesiani - 1925 m (collega la valle Sessi con quella del Gravio di Condove[4])

### Ambiente

#### Flora
La valle è coperta in massima parte da boschi di castagno nella parte più bassa, quindi ontano nero e ginepro lungo i torrenti, che cedono il posto al faggio ceduo e quindi alle conifere via via che aumenta la quota. Nei pressi delle frazioni ancora abitate è facile trovare ampie zone di nocciolo e betulla.

#### Fauna
In tempi recenti han destato scalpore gli avvistamenti del lupo nelle valli di Susa più prossime a Torino, quali appunto la Val del Sessi.
Gli altri animali tipici della valle sono volpe, tasso, cinghiale (in costante ed eccessivo aumento la sua presenza), lepre, capriolo, camoscio; fra i volatili, degni di nota il picchio nero e il picchio rosso, quindi varie specie di rapaci. Presenti in abbondanza, inoltre, diverse tipologie di vipera e biscia.
Da segnalare infine la presenza, nelle acque del Sessi, del Gambero di fiume, artropode in via d'estinzione.

## Storia
Popolata fin dall'epoca neolitica, la zona fu abitata da popolazioni celtiche che hanno lasciato le proprie testimonianze più visibili immediatamente più a valle, sul Musinè.
Divenute in seguito terre longobarde, fu a valle del Sessi che si scontrarono il re barbaro Desiderio e Carlo Magno, e alcune vestigia di quei momenti permangono a tutt'oggi. Dopo la liberazione della Val Susa dai saraceni, in Val Sessi prende piede il movimento eremitico (come dimostrano alcuni toponimi, basti pensare a Keeilles, Celle), con un celebre rappresentante quale Giovanni Vincenzo.
La storia della Val Sessi non consta di altri episodi di grande portata, ma è ricca di importante quotidianità per le popolazioni (un tempo molto numerose) di contadini e pastori che la popolavano: il Colle della Portia, in Valle Gravio ma non lontano dalla Valle Sessi, e ancor più il Collombardo, che ne segna il limite settentrionale, erano infatti (e tuttora sono) gli unici valichi in grado di collegare agevolmente la Val di Susa con la Val di Viù, e pertanto molto percorsa dalle genti di ambo i versanti. Lo dimostra la fitta rete di mulattiere che la percorrono, e l'impressionante quantità di borgate sorte nei secoli medievali (e rimaste fiorenti fino alla metà del XX secolo): oltre 70, fra la Val Sessi e l'adiacente Vallone del Gravio. La popolazione dei due valloni ammontava fino a 4 000 abitanti.
Il prezioso "passo" fu spesso ragione di discordie, anche aspre, con gli abitanti dell'adiacente Val di Viù.
Il XX secolo ha segnato il graduale spopolamento della valle, dovuto all'urbanesimo tipico dell'epoca, ma quasi tutte le principali borgate sono rimaste abitate, a differenza di quanto accaduto in molte altre vallate alpine.
Allo stesso modo, si è mantenuto intatto per buona parte il relativo patrimonio culturale, compresa la grande ricchezza linguistica della Val Sessi dove gli abitanti originari sono trilingue: accanto all'italiano, le popolazioni del luogo parlano piemontese e una notevole varietà di lingue arpitane.
Rifiorite con il turismo estivo nel dopoguerra, ora le borgate della valle sono in piccola parte rimaste legate alle attività di agricoltura e soprattutto pastorizia. Vi si pratica inoltre una piuttosto diffusa apicoltura.
I sentieri, non più battuti come un tempo dai pastori, vengono sottoposti ad una certa manutenzione e percorsi per lo più dagli escursionisti.

## Demografia
I rapporti fra i due lati orografici della valle non sono mai stati assidui, legati come sono alle rispettive vie di comunicazione che li toccano, e nettamente separati dal torrente: la sinistra è percorsa da una strada che la collega con Caprie, la destra con Condove, ed in questa maniera i destini dei due costoni, uniti solo da un paio di ponti sul Sessi lungo i sentieri, storicamente corrono su binari divergenti.
I 4000 residenti d'un tempo sono ormai ridotti a poche centinaia, numero che aumenta nel periodo estivo grazie ai villeggianti. Rari i casi di borgate divenute "fantasma" (un esempio in questo senso è la frazione Coindo).

## Economia
Caprie è un centro divenuto col tempo industriale, legato anche - e in buona parte - alla grande cava di ghiaia posta non lontano dalla confluenza del Sessi con la Dora.
Il "Consorzio Interpoderale Condove-Valle Sessi" gestisce lo sfruttamento delle acque del Sessi per l'ottenimento di energia elettrica.
Storicamente, la popolazione della valle ha sempre portato avanti un'agricoltura di sussistenza, con attività che si sono oggi molto rarefatte, sostituite solo in parte da quelle legate al turismo.

## Turismo

### Escursionismo
Le alture della Valle si prestano alla pratica dello sci alpinismo.
Molti sentieri sono considerati vero "paradiso" per gli amanti della mountain bike; la meta del Colle del Colombardo, particolarmente ambita, vede ogni anno andare in scena la gara "Collombardo SuperBike", che attrae appassionati semiprofessionisti da tutta Italia.
La Val Sessi è enormemente apprezzata dai trekkers per le numerosissime possibili escursioni, i cui reportage affollano i siti web specializzati che spaziano sull'uno e sull'altro versante, scollinano nelle valli adiacenti, partono da Condove come da Caprie, giungono fino ai valichi o alle cime ad inizio valle o l'attraversano longitudinalmente passando per ponti, piloni e fontane.
Ogni estate, dal 1977, l'iniziativa "Voromie bin a le montagne" ("Amiamo le montagne") porta migliaia di escursionisti attraverso la valle fino al consueto punto d'arrivo del valico del Collombardo.
Dal 2015 in occasione di "Voromie bin a le montagne"  si svolge la "Corsa al Collombardo" con partenza da Pratobotrile e arrivo al colle.

### Rifugi
Gli escursionisti possono trovare ospitalità, oltre che in alcune strutture alberghiere (come nella frazione di Pratobotrile), in due rifugi alpini, :
- Rifugio "Rocca Sella" - Monte Caprasio
- Rifugio "Diego Borgiattino" - Collombardo

### Arte
Sul succitato Colle del Colombardo sorge un grande santuario, risalente al 1704 e dedicato alla Madonna degli Angeli, meta di pellegrinaggi. Le alture che segnano la salita al colle dal versante valsessino (non dunque dalla Val di Viù) sono oggetto di numerose leggende legate alla dominazione longobarda.
Scendendo la valle, Lajetto propone i notevoli affreschi della cappella di San Bernardo, mentre sul versante opposto, a Celle le chiese incastonate nella roccia sono testimonianze delle antiche celle, per l'appunto, degli eremiti che colà risiedevano.
A fondovalle, presso Caprie, sorge infine ciò che resta del Castello del Conte Verde.